# Christian Vadim
Pour les articles homonymes, voir Vadim.
Christian Plemiannikov, dit Christian Vadim, né le 18 juin 1963 à Boulogne-Billancourt, est un acteur français.
Il est le fils du réalisateur d’ascendance paternelle russe Roger Vadim et de l’actrice Catherine Deneuve.

## Biographie

### Origines familiales
Christian Vadim est le fils du réalisateur Roger Vadim et de l'actrice Catherine Deneuve.
Il est ainsi le demi-frère de l'actrice Chiara Mastroianni, la fille de Catherine Deneuve et de Marcello Mastroianni.
Par son père, il a deux demi-sœurs et un demi-frère, nés des unions de Roger Vadim avec Annette Stroyberg, Jane Fonda et Catherine Schneider.

### Carrière
En 1983, à l'âge de 20 ans, Christian Vadim fait ses débuts en interprétant un petit rôle dans le film Surprise Party de son père Roger Vadim. L'année suivante Éric Rohmer l'engage pour un rôle secondaire dans son film les Nuits de la pleine lune.
En 1999, il interprète le jeune Bloch aux côtés de sa mère, Catherine Deneuve, dans Le Temps retrouvé de Raoul Ruiz pour qui il joue également dans Combat d'amour en songe en 2000 et Ce jour-là en 2003.
Christian Vadim joue aussi au théâtre, dans Le Jeu de la vérité et Le Jeu de la vérité 2 de Philippe Lellouche.

### Vie privée
Christian Vadim a un fils avec la comédienne Hortense Divetain, Igor Vadim-Divetain, né le 18 septembre 1987.
En 1996, il épouse Caroline Bufalini, une styliste de 24 ans, à la cathédrale Saint-Lazare d'Autun.
Divorcé, il rencontre en 2004 Julia Livage, chroniqueuse à Télématin. Ils sont les parents de deux filles, Lou, née le 5 avril 2010, et Mona, née en janvier 2012. Ils se séparent ensuite.
Depuis 2017, Vadim est le compagnon de la comédienne Nadège Meziat, le couple se marie en juillet 2022 à Saint-Tropez.

## Filmographie

### Cinéma
- 1983 : Surprise Party de Roger Vadim : Christian Bourget
- 1984 : College de Franco Castellano et Giuseppe Moccia : Marco Poggi
- 1984 : Les Nuits de la pleine lune d'Éric Rohmer : Bastien
- 1990 : La Punyalada de Jorge Grau : Ivo
- 1991 : Mauvaise fille de Régis Franc : Michel
- 1991 : El invierno en Lisboa de José A. Zorrilla : Jim Biralbo
- 1991 : Jalousie de Kathleen Fonmarty : Pierre
- 1996 : Le Passage des hommes libres (Aire libre) de Luis Armando Roche : Alexander von Humboldt jeune
- 1998 : L'Inconnu de Strasbourg de Valeria Sarmiento : Audiard
- 1999 : Le Temps retrouvé de Raoul Ruiz : Bloch
- 2000 : Combat d'amour en songe de Raoul Ruiz : David
- 2001 : Les Âmes fortes de Raoul Ruiz : Le pasteur
- 2001 : Pourquoi t'as fait ça ? (court métrage) de Jean-Marc Minéo
- 2002 : La Famille selon Mathieu (court métrage) de Laurence Charpentier
- 2002 : Les Fleurs du bien (court métrage) de David Haddad
- 2003 : Il était une fois Jean-Sébastien Bach... de Jean-Louis Guillermou : Jean-Sébastien Bach
- 2003 : Rien que du bonheur de Denis Parent : José
- 2003 : Ce jour-là de Raoul Ruiz : Ritter
- 2003 : Une place parmi les vivants de Raoul Ruiz : Ernest Ripper
- 2004 : Acharnés (court métrage) de Régis Mardon : Soren
- 2005 : Un truc dans le genre d'Alexandre Ciolek : Pierre-Antoine Le Pelletier
- 2005 : Pre Face (court métrage) de Jean-Marc Minéo
- 2006 : Antonio Vivaldi, un prince à Venise de Jean-Louis Guillermou : Goldoni
- 2008 : Le crime est notre affaire de Pascal Thomas : Augustin
- 2011 : Celles qui aimaient Richard Wagner de Jean-Louis Guillermou : Hans von Bülow
- 2012 : Nos plus belles vacances de Philippe Lellouche : Jacky
- 2012 : La Nuit d'en face (La noche de enfrente) de Raoul Ruiz : Jean Giono
- 2012 : Les Lignes de Wellington de Raoul Ruiz et Valeria Sarmiento : Maréchal Soult
- 2014 : Le Jeu de la vérité de François Desagnat : Pascal
- 2014 : Valentin Valentin de Pascal Thomas : Sergio
- 2015 : Tu es si jolie ce soir de Jean-Pierre Mocky : Steve
- 2019 : À cause des filles ?... de Pascal Thomas
- 2023 : Le Voyage en pyjama de Pascal Thomas : Docteur K

### Télévision
- 1988-1991 : Les Nouveaux Chevaliers du ciel : Michel Tanguy
- 1995 : Pour une vie ou deux de Marc Angelo : Didier Forest
- 1996 : La Nouvelle Tribu de Roger Vadim : Père Sigur
- 1996 : Crime impuni (téléfilm) de Péter Gàrdos : Michel Gara
- 1996 : La Ferme du crocodile de Didier Albert : Thierry
- 1997 : Un coup de baguette magique de Roger Vadim : Père Sigur
- 1997 : Un homme en colère (série télévisée) (épisode 4 saison 1) : Michel Seyrat
- 2002 : Accords et à cris de Benoît d'Aubert : Jean-Michel
- 2002 : Navarro (série télévisée) (épisode 5 saison 14 Délocalisation) de Patrick Jamain : Vincent Berthier
- 2002 : 72 heures (série télévisée) (saison 1) : Vincent
- 2003 : Julie Lescaut (série télévisée) épisode 5 saison 12, Hors la loi de Bernard Uzan : Lautun
- 2003 : Les Liaisons dangereuses de Josée Dayan : Monsieur Tourvel
- 2003 : La Tranchée des espoirs (téléfilm) de Jean-Louis Lorenzi : Ernst Wegel
- 2004 : Princesse Marie de Benoît Jacquot : Antoine Léoni
- 2005 : La Crim' (série télévisée) (épisode 2 saison 7) : Stéphane Marois
- 2007-2010 : Équipe médicale d'urgence (série télévisée) (saison 1, 2, 3 et 4) : Le Dr. Gaspard Peyrac
- 2008 : Alice Nevers, le juge est une femme (série télévisée) : À cœur et à sang (saison 6 épisode 6) : Sacha Lebriand
- 2012 : Le Sang de la vigne (épisode 3 saison 3 Boire et déboires en Val de Loire) : Léon Delhomme
- 2014 - 2015 : Section de recherches (saisons 8 et 9) : Le procureur Thierry Calvi
- 2015 : Alex Hugo (série télévisée) (épisode 3 La Traque) : Armand Cohen
- 2018 : Nina (saison 4) : Marc
- 2018 : Quand sort la recluse de Josée Dayan : Maître Carvin
- 2018 : Joséphine, ange gardien (série télévisée) (épisode 89 Graine de chef) : le chef Jérôme Aubrac
- Depuis 2022 : Demain nous appartient : Alain Lehaut

## Théâtre
- 1993 : Roméo et Jeannette de Jean Anouilh, mise en scène Daniel Ivernel, Théâtre de l'Œuvre
- 1994 : Mec Mic Mac de Louis-Michel Colla, mise en scène Pascal-Emmanuel Luneau, Théâtre Rive Gauche
- 1998 : Le 6e Ciel de Louis-Michel Colla, mise en scène Jean-Luc Moreau, Théâtre Saint-Georges
- 2003 : De vrais amis de Serge Adam, mise en scène Jacques Connort, Théâtre Déjazet
- 2005 : Le jeu de la vérité de Philippe Lellouche, mise en scène Marion Sarraut, Comédie de Paris, Théâtre Tristan Bernard
- 2007 : Le Jeu 2 la Vérité de Philippe Lellouche, mise en scène Philippe Lellouche et Morgan Spillemaecker, Théâtre de la Renaissance
- 2008 : Le Jeu 2 la Vérité de Philippe Lellouche, mise en scène Philippe Lellouche et Morgan Spillemaecker, Théâtre des Mathurins
- 2009 : Boire, fumer et conduire vite de Philippe Lellouche, mise en scène Marion Sarraut et Agathe Cémin, La Grande Comédie
- 2010 : Boire, fumer et conduire vite de Philippe Lellouche, mise en scène Marion Sarraut, Théâtre de la Renaissance
- 2014 : L'Appel de Londres de Philippe Lellouche, mise en scène Marion Sarraut, Théâtre du Gymnase
- 2015 : Un nouveau départ de Antoine Rault, mise en scène Christophe Lidon, Festival d'Avignon off
- 2016 : Un nouveau départ de Antoine Rault, mise en scène Christophe Lidon, Théâtre des Variétés
- 2017 : La Fille sur la banquette arrière de Bernard Slade, mise en scène Thierry Harcourt, théâtre Tête d'Or
- 2017 : Le Temps qui reste de Philippe Lellouche, mise en scène Nicolas Briançon, Théâtre de la Madeleine
- 2019 : Le jeu de la vérité de Philippe Lellouche, mise en scène Marion Sarraut, théâtre du Gymnase
- 2019 : Station Bonne Nouvelle de Bruno Druart et Patrick Angonin, mise en scène Didier Brengarth, tournée
- 2020 - 2021 : Pair et manque de Nadège Méziat, mise en scène Christian Vadim, tournée
- 2022 : Au bout du quai de Nadège Méziat, mise en scène Christian Vadim, Festival off d'Avignon
- 2022 - 2023 : Un conseil d'ami de et mise en scène Didier Caron, tournée
- 2024 : Papasss de  Nadège Meziat, mise en scène Christian Vadim, théâtre Tête d'Or et tournée